# 森の芽吹きたまご舎
森の芽ぶきたまご舎（もりのめぶきたまごや）は、宮城県刈田郡蔵王町の鶏卵を使用した商品やスイーツの販売店。運営会社は株式会社一條。

## 概要
主な商品に、卵の殻に入ったひよこプリンや、バウムクーヘン、シュークリームといった洋菓子、卵かけご飯のたれなどがある。宮城県に11店舗。蔵王本店・愛島本店・ファームファクトリーの3店舗には、レストランを併設している。

## 沿革
- 1967年 - 設立。
- 1983年 - 「蔵王地養卵」商品化。
- 2001年 - たまご舎 蔵王本店開店。
- 2002年 - インターネット販売事業開始。
- 2010年 - テレビ番組・地元応援バラエティ このへん!!トラベラーとのコラボレーション商品を販売[1][2]。
- 2014年 - テレビアニメ・Wake Up, Girls!とのコラボレーション商品を販売。